# Ancylorhynchus tricolor
Ancylorhynchus tricolor là một loài ruồi trong họ Asilidae. Ancylorhynchus tricolor được Loew miêu tả năm 1863. Loài này phân bố ở vùng nhiệt đới châu Phi.